# Giobatta Gianquinto

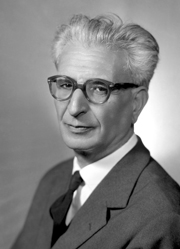
Giovanni Battista Gianquinto, 1958

Giobatta Gianquinto, mit vollem Namen Giovanni Battista Gianquinto (* 28. Februar 1905 in Trapani; † 21. April 1987 in Venedig), war ein Rechtsanwalt am venezianischen Gerichtshof, Widerstandskämpfer, Mitglied der Kommunistischen Partei Italiens und von März 1946 bis Mai 1951 Bürgermeister Venedigs. Sein Nachfolger war der Arzt Angelo Spanio; nach 1951 wurde das Amt bis 1975 von Christdemokraten geführt. 

## Leben
Schon in jungen Jahren wurde Venedig für Gianquinto zur Wahlheimat. Zunächst wurde er Anhänger des Partito Repubblicano Italiano. Er studierte bis 1924 Rechtswissenschaften in Padua, ging nach Venedig, wurde Anwalt für Strafrecht und war eine der herausragenden Figuren am venezianischen Gerichtshof. Er schloss sich den antifaschistischen Giovine Italia an, wurde 1928 verhaftet und zu fünf oder sechs Jahren Gefängnis verurteilt. 
1932 lernte er im Gefängnis Mauro Scoccimarro kennen und trat dem Partito Comunista Italiano bei, dessen Mitglied er blieb. Durch eine Amnestie kam er frei, wurde jedoch 1936 erneut verhaftet. Im November 1943 wurde er abermals inhaftiert. Er kämpfte als Partisan gegen die Faschisten und arbeitete in den Führungsgruppen der Resistenza. 
1945 wurde er vom Comitato di Liberazione Nazionale als Vizebürgermeister unter Giovanni Ponti eingesetzt. Bei den Wahlen vom März 1946 war er als gemeinsamer Kandidat von Kommunisten und Sozialisten erfolgreich und blieb bis 1951 Bürgermeister. Er beklagte, dass „Hunderte von Familien ein Leben führen, das dem Leben eines Tieres näher ist, als dem der Menschen“, und er bezeichnete die verfallenden Häuser als „spelonche“ und „Mauselöcher“. Zugleich lebten die führenden Köpfe der Faschisten weiter, als sei nichts geschehen. Giuseppe Volpi († 16. November 1947), Vittorio Cini († 1977, er wurde 1955 sogar erster Prokurator von San Marco) und Giurati († 1970, er blieb Faschist) wurden zwar verhaftet, bald jedoch wieder freigelassen. Es kam nur zu wenigen Hinrichtungen.

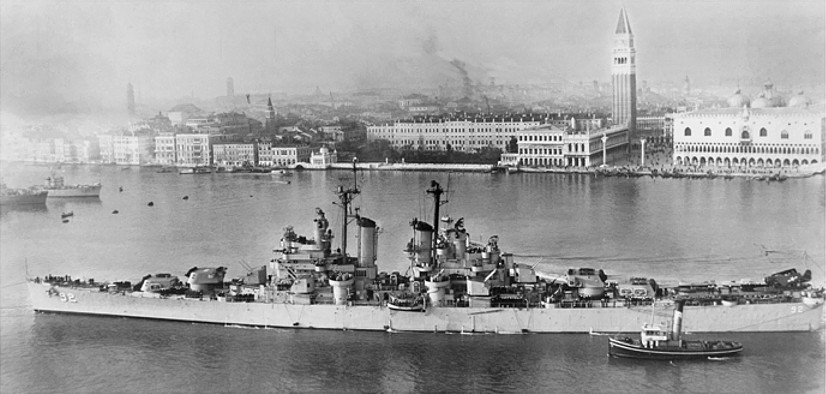
Das amerikanische Kriegsschiff USS Little Rock auf seiner Europafahrt zwischen November 1947 und März 1948, vor der Kernstadt Venedigs

Als Consigliere comunale beriet er die Stadt von 1946 bis 1986. Ab 1953 war er Abgeordneter des PCI und wurde 1958, 1963 und nochmals 1968 zum Senator gewählt, womit er 15 Jahre im Senat saß. 1975 wurde er zum Assessore agli affari Istituzionali gewählt.
Gianquinto liebte Venedig so sehr, dass er noch als über Siebzigjähriger jeden Sonntag in einem kleinen Flugzeug über die Stadt flog.